# Studio Puyukai
Le Studio Puyukai (スタジオぷYUKAI, Sutaijo Puyukai) est un studio d'animation japonais spécialisé dans les anime au style chibi et est une des divisions créatrices de Medicrie Co dont le siège est dans la ville de Tsukuba  (préfecture d'Ibaraki). 
Le studio produit principalement de courtes animations basées sur les œuvres de Kadokawa. 

## Productions

### Séries télévisées
| Année | Titre                                 | Dates de 1re diffusion | Dates de 1re diffusion | Nb. éps. | Notes                                                                                               |
| Année | Titre                                 | Début                  | Fin                    | Nb. éps. | Notes                                                                                               |
| ----- | ------------------------------------- | ---------------------- | ---------------------- | -------- | --------------------------------------------------------------------------------------------------- |
| 2015  | Overlord: Ple Ple Pleiades            | 4 août 2015            | en cours               | 46       | Une série dérivée d'Overlord au style chibi.                                                        |
| 2019  | Isekai Quartet                        | 10 avril 2019          | 26 juin 2019           | 12       | Une série crossover dans un style chibi entre les séries Konosuba, Overlord, Re:Zero et Yōjo Senki. |
| 2020  | Isekai Quartet 2                      | 15 janvier 2020        | 1er avril 2020         | 12       | Suite de Isekai Quartet ajoutant des personnages de The Rising of the Shield Hero et Cautious Hero. |
| 2022  | Yoru wa neko to issho (en) (partie 1) | 4 août 2022            | 22 septembre 2022      | 16       | Basée sur un manga de Kyuryu Z.                                                                     |
| 2024  | Snack Basue (en)                      | 13 janvier 2024        | 5 avril 2024           | 13       | Basée sur un manga de Forbidden Shibukawa.                                                          |

### Film
| Titre                                      | Date de sortie | Notes                |
| ------------------------------------------ | -------------- | -------------------- |
| Gekijōban Isekai Quartet ~ Another World ~ | 10 juin 2022   | Film Isekai Quartet. |

### OAV
| Titre                                     | Date de sortie    | Date de sortie    | Nb. éps. | Notes                                                       |
| Titre                                     | Début             | Fin               | Nb. éps. | Notes                                                       |
| ----------------------------------------- | ----------------- | ----------------- | -------- | ----------------------------------------------------------- |
| Yonimo Kimyō Na Man☆Gatarō                | 6 mars 2009       | 6 mars 2009       | 1        | Basée sur un manga de Gatarō Man.                           |
| Boku, otarīman.                           | 29 janvier 2010   | 29 janvier 2010   | 2        | Basée sur un manga de Yoshitani.                            |
| Spelunker sensei (Spelunker is a teacher) | 16 mars 2011      | 16 mars 2011      | 1        |                                                             |
| Macross Delta: Delta Shougekijou          | 22 juillet 2016   | 24 juillet 2017   | 9        | Chibi spin off de Macross Delta.                            |
| Kaiju Girls                               | 27 septembre 2016 | 13 décembre 2016  | 12       | Spin-off de la série Ultra.                                 |
| Overlord                                  | 30 septembre 2016 | 30 septembre 2016 | 1        | Accompagnant l'édition limitée du volume 11 du light novel. |
| Kaiju Girls Saison 2                      | 9 janvier 2018    | 27 mars 2018      | 12       | Suite de Kaiju Girls.                                       |

### ONA
| Titre                                                     | Date de sortie    | Date de sortie    | Nb. éps. | Notes |
| Titre                                                     | Début             | Fin               | Nb. éps. | Notes |
| --------------------------------------------------------- | ----------------- | ----------------- | -------- | --- |
| Agukaru: Agriculture Barak Angel                          | 17 septembre 2010 | 1er avril 2014    | 5        | |
| Petit Gargantia                                           | 10 avril 2013     | 3 juillet 2013    | 13       | Spin-off en style chibi de Gargantia on the Verdurous Planet.                                                  |
| Agukaru: Agriculture Angel Baraki - Play with Ibaraki-hen | 6 juin 2014       | 21 mars 2015      | 20       | Suite de Agukaru: Agriculture Angel Barak.                                                                     |
| Lord Marksman and Vanadis: Tigre and Vanadish             | 10 octobre 2014   | 6 janvier 2015    | 14       | Spin-off en style chibi de Lord Marksman and Vanadis.                                                          |
| Ple Ple Pleiades                                          | 30 septembre 2015 | 30 septembre 2015 | 1        | Épisode spécial, publié sur YouTube, à l'occasion de la sortie du premier volume de l'animé en blu-ray et DVD. |
| Re:Zero ~Starting Break Time From Zero~                   | 8 avril 2016      | 17 juin 2016      | 11       | Spin-off en style chibi de Re:Zero.                                                                            |
| Re:Zero Petit                                             | 24 juin 2016      | 23 septembre 2016 | 14       | Suite de Re:Zero ~Starting Break Time From Zero~.                                                              |
| Yōjo Shenki                                               | 10 janvier 2017   | 3 avril 2017      | 13       | Spin-off en style chibi de The Saga of Tanya the Evil.                                                         |
| Mahōjin Guruguru Petit Anime Theater                      | 14 juillet 2017   | 22 décembre 2017  | 24       | Spin-off en style chibi de Mahōjin Guru Guru.                                                                  |
| Girls' Last Class                                         | 2 octobre 2017    | 22 décembre 2017  | 12       | Spin-off en style chibi de Girls' Last Tour.                                                                   |
| Ple Ple Pleiades ~Clementine tōbō-hen~                    | 23 novembre 2018  | 23 novembre 2018  | 3        | Spin-off de la saison 3 d'Overlard, diffusé sur Hikari TV (ja).                                                |
| Yoru wa neko to issho (en) (partie 2)                     | 12 octobre 2022   | 11 janvier 2023   | 14       | Suite de Yoru wa neko to issho, diffusée sur YouTube.                                                          |
| Kage-Jitsu!                                               | 26 octobre 2022   | 15 février 2023   | 17       | Série dérivée, en style chibi, de The Eminence in Shadow.                                                      |
| Yoru wa neko to issho (en) (saison 2)                     | 8 mars 2023       | 15 novembre 2024  | 30       | Suite de Yoru wa neko to issho.                                                                                |
| Kage-Jitsu! Second                                        | 4 octobre 2023    | 20 décembre 2023  | 12       | Série dérivée, en style chibi, de The Eminence in Shadow.                                                      |
| Ple Ple Pleiades x Kage-Jitsu!                            | 31 octobre 2023   | 31 octobre 2023   | 1        | Crossover entre les séries Ple Ple Pleiades et Kage-Jitsu!.                                                    |
| Yoru wa neko to issho (en) (saison 3)                     | 4 décembre 2024   | en cours          |          | Suite de Yoru wa neko to issho.                                                                                |